# Ranzel

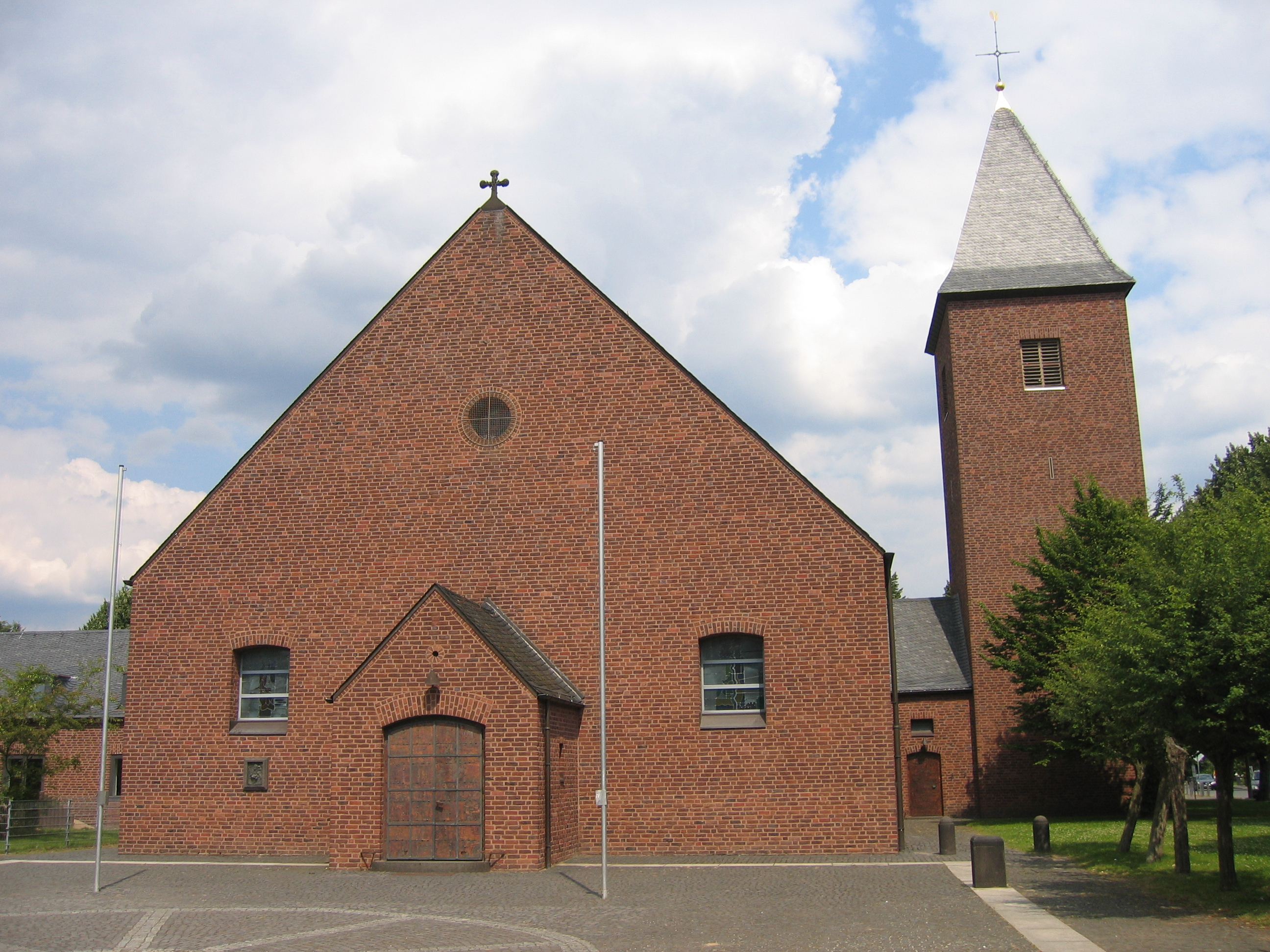
Kirche St. Ägidius in Ranzel

Ranzel ist ein Stadtteil von Niederkassel im nordrhein-westfälischen Rhein-Sieg-Kreis. Der Ort liegt in nördlicher Nachbarschaft zur Stadtmitte, östlich vom Stadtteil Lülsdorf und westlich vom Stadtteil Uckendorf. Zudem grenzt Ranzel an drei Kölner Stadtteile, nämlich nordwestlich an Langel, nördlich an Zündorf und nordöstlich an Libur. In Ranzel leben 5.688 Personen (Stand: 31. Dezember 2022).
Ranzel verfügt über eine Grundschule, einen Kindergarten, eine integrative Kindertagesstätte und ein Feuerwehrhaus. Sehenswert sind der Weilerhof aus dem 14. Jahrhundert, der Ägidiusturm aus dem 12. Jahrhundert und die katholische Filialkirche St. Ägidius.
Ebenfalls sehenswert ist die ab 1913 entstandene Werkssiedlung der ehemaligen Wildermannwerke (heute „Chemiepark Lülsdorf“) mit gartenstädtischem Charakter und einem Park, deren Architektur die soziale Hierarchie im Unternehmen widerspiegelte. Die denkmalgeschützte „Alte Kolonie“ hat ihre besondere Struktur bis heute bewahrt und zeugt von der früheren Fürsorgepolitik zur Bindung der Beschäftigten an die Firma.

## Geschichte
Ranzel wurde 1128 erstmals als „Ransleithe“ erwähnt.